# Іст Ріффа
«Іст Ріффа» (араб. نادي الرفاع الشرقي) — бахрейнський футбольний клуб з міста Ріффа, заснований в 1958 році.

## Досягнення
- Бахрейнська Прем'єр-Ліга: 1

Чемпіон: 1994
Віце-чемпіон: 1989, 2000
- Кубок Короля Бахрейну: 5

Володар: 1999, 2000, 2014
Фіналіст: 1980, 1986, 1989, 1997, 2022
- Суперкубок Бахрейну: 1

Володар: 2014

## Тренери історія
- Жуліо Пейшоту
- Стів Дарбі (1979)
- Милош Хрстич (1995-97)
- В'єран Шимунич (1998-99)
- Милош Хрстич (2004-05)
- Драган Талаїч (2006-07)
- Сенад Кресо (2011-12)
- Іса аль-Садун (2013—2015)
- Педро Гомес Кармона (2018–теперішній час)